# Produto de Cauchy
Em matemática, o produto de Cauchy (em homenagem a Augustin Louis Cauchy) de duas séries formais (isto é, não necessariamente convergentes) de números reais ou complexos. O produto de Cauchy de duas sequências {\displaystyle \textstyle (a_{n})_{n\geq 0}}, {\displaystyle \textstyle (b_{n})_{n\geq 0}}, é a convolução discreta das duas sequências, a sequência {\displaystyle \textstyle (c_{n})_{n\geq 0}} cujo termo geral é dado por
{\displaystyle c_{n}=\sum _{k=0}^{n}a_{k}b_{n-k}.}
Em outras palavras, é a sequência cuja associada série de potência formal {\displaystyle \textstyle \sum _{n=0}^{\infty }c_{n}X^{n}}  é o produto das duas séries semelhantemente associadas a {\displaystyle (a_{n})_{n\geq 0}} e {\displaystyle (b_{n})_{n\geq 0}}.

## Séries
{\displaystyle \sum _{n=0}^{\infty }a_{n},\qquad \sum _{n=0}^{\infty }b_{n},}
é definido mediante uma convolução discreta:
{\displaystyle \left(\sum _{n=0}^{\infty }a_{n}\right)\cdot \left(\sum _{n=0}^{\infty }b_{n}\right)=\sum _{n=0}^{\infty }c_{n},\qquad \mathrm {donde} \ c_{n}=\sum _{k=0}^{n}a_{k}b_{n-k}}
para n = 0, 1, 2, …
"Formal" significa que as séries são manipuladas sem prestar atenção a aspectos de convergência. Não é preciso que as séries sejam convergentes.  Veja por exemplo, séries de potência formais.
É de esperar, que por analogia com as somas finitas, no caso em que as duas séries forem convergentes, a soma da série infinita
{\displaystyle \sum _{n=0}^{\infty }c_{n}}
seja igual ao produto
{\displaystyle \left(\sum _{n=0}^{\infty }a_{n}\right)\left(\sum _{n=0}^{\infty }b_{n}\right)}
da mesma maneira em que este seria correto quando cada uma das duas somas que multiplicam-se possui um número finito de termos.
Em casos suficientemente bem comportados, cumpre-se com a expressão anterior.  Mas—e este é um ponto importante—o produto de Cauchy de duas séries existe ainda no caso que uma ou ambas das séries infinitas correspondentes não forem convergentes.